# LTP Women’s Open
LTP Women’s Open znany także jako LTP Charleston Pro Tennis – kobiecy turniej tenisowy zaliczany do cyklu WTA 125. Rozgrywany na kortach twardych w amerykańskim Charleston od 2015 roku. Turniej w przeszłości miał także kategorie ITF.

## Mecze finałowe

### Gra pojedyncza kobiet
| Rok      | Kategoria                                    | Zwyciężczyni                                 | Finalistka                                   | Wynik                                        |
| 2024 (2) | WTA 125                                      | Renata Zarazúa                               | Hanna Chang                                  | 6:1, 7:6(4)                                  |
| 2024 (1) | WTA 125                                      | Elisabetta Cocciaretto                       | Diana Sznajder                               | 6:3, 6:2                                     |
| 2023 (2) | ITF 100                                      | Emma Navarro                                 | Panna Udvardy                                | 6:1, 6:1                                     |
| 2023 (1) | ITF 100                                      | Emma Navarro                                 | Peyton Stearns                               | 2:6, 6:2, 7:5                                |
| 2022 (2) | ITF 100                                      | Carol Zhao                                   | Himeno Sakatsume                             | 3:6, 6:4, 6:4                                |
| 2022 (1) | ITF 100                                      | Taylor Townsend                              | Wang Xiyu                                    | 6:3, 6:2                                     |
| 2021 (3) | WTA 125                                      | Varvara Lepchenko                            | Jamie Loeb                                   | 7:6(4), 4:6, 6:4                             |
| 2021 (2) | ITF 60                                       | Despina Papamichail                          | Gabriela Cé                                  | 1:6, 6:3, 6:3                                |
| 2021 (1) | ITF 100                                      | Claire Liu                                   | Madison Brengle                              | 6:2, 7:6(6)                                  |
| 2020 (2) | Turniej anulowano z powodu pandemii COVID-19 | Turniej anulowano z powodu pandemii COVID-19 | Turniej anulowano z powodu pandemii COVID-19 | Turniej anulowano z powodu pandemii COVID-19 |
| 2020 (1) | ITF 100                                      | Majar Szarif                                 | Katarzyna Kawa                               | 6:3, 6:2                                     |
| 2019 (2) | ITF 60                                       | Caroline Dolehide                            | Grace Min                                    | 6:2, 6:7(5), 6:0                             |
| 2019 (1) | ITF 100                                      | Taylor Townsend                              | Whitney Osuigwe                              | 6:4, 6:4                                     |
| 2018 (2) | ITF 25                                       | Gabriela Talabă                              | Elizabeth Halbauer                           | 6:4, 6:7(5), 6:2                             |
| 2018 (1) | ITF 80                                       | Taylor Townsend                              | Madison Brengle                              | 6:0, 6:4                                     |
| 2017 (2) | ITF 15                                       | Michaela Bayerlová                           | Montserrat González                          | 2:6, 6:3, 6:3                                |
| 2017 (1) | ITF 60                                       | Madison Brengle                              | Danielle Collins                             | 4:6, 6:2, 6:3                                |
| 2016     | ITF 10                                       | Nicole Coopersmith                           | Ingrid Gamarra Martins                       | 6:3, 6:4                                     |
| 2015     | ITF 10                                       | finał odwołany przez złą pogodę              | finał odwołany przez złą pogodę              | finał odwołany przez złą pogodę              |

### Gra podwójna kobiet
| Rok      | Kategoria                                    | Zwyciężczynie                                | Finalistki                                   | Wynik                                        |
| 2024 (2) | WTA 125                                      | Nuria Brancaccio Leyre Romero Gormaz         | Kayla Cross Liv Hovde                        | 7:6(6), 6:2                                  |
| 2024 (1) | WTA 125                                      | Olivia Gadecki Olivia Nicholls               | Sara Errani Tereza Mihalíková                | 6:2, 6:1                                     |
| 2023 (2) | ITF 100                                      | Hailey Baptiste Whitney Osuigwe              | Nigina Abduraimova Carole Monnet             | 6:4, 3:6, 13–11                              |
| 2023 (1) | ITF 100                                      | Sophie Chang Angela Kulikov                  | Ashlyn Krueger Robin Montgomery              | 6:3, 6:4                                     |
| 2022 (2) | ITF 100                                      | Alycia Parks Sachia Vickery                  | Tímea Babos Marcela Zacarías                 | 6:4, 5:7, 10–5                               |
| 2022 (1) | ITF 100                                      | Katarzyna Kawa Aldila Sutjiadi               | Sophie Chang Angela Kulikov                  | 6:1, 6:4                                     |
| 2021 (3) | WTA 125                                      | Liang En-shuo Rebecca Marino                 | Erin Routliffe Aldila Sutjiadi               | 5:7, 7:5, 10–7                               |
| 2021 (2) | ITF 60                                       | Fanny Stollár Aldila Sutjiadi                | Rasheeda McAdoo Peyton Stearns               | 6:0, 6:4                                     |
| 2021 (1) | ITF 100                                      | Catherine McNally Storm Sanders              | Eri Hozumi Miyu Katō                         | 7:5, 4:6, 10–6                               |
| 2020 (2) | Turniej anulowano z powodu pandemii COVID-19 | Turniej anulowano z powodu pandemii COVID-19 | Turniej anulowano z powodu pandemii COVID-19 | Turniej anulowano z powodu pandemii COVID-19 |
| 2020 (1) | ITF 100                                      | Magdalena Fręch Katarzyna Kawa               | Astra Sharma Majar Szarif                    | 4:6, 6:4, 10–2                               |
| 2019 (2) | ITF 60                                       | Anna Danilina Ingrid Neel                    | Vladica Babić Caitlin Whoriskey              | 6:1, 6:1                                     |
| 2019 (1) | ITF 100                                      | Asia Muhammad Taylor Townsend                | Madison Brengle Lauren Davis                 | 6:2, 6:2                                     |
| 2018 (2) | ITF 25                                       | Sophie Chang Alexandra Mueller               | Hsu Chieh-yu Gabriela Talabă                 | 6:4, 6:4                                     |
| 2018 (1) | ITF 80                                       | Alexa Guarachi Erin Routliffe                | Louisa Chirico Allie Kiick                   | 6:1, 3:6, 10–5                               |
| 2017 (2) | ITF 15                                       | Chloe Beck Emma Navarro                      | Ksenia Kuzniecowa María Martínez Martínez    | 6:1, 6:4                                     |
| 2017 (1) | ITF 60                                       | Emina Bektas Alexa Guarachi                  | Kaitlyn Christian Sabrina Santamaria         | 5:7, 6:3, 10–5                               |
| 2016     | ITF 10                                       | Andie Daniell Erin Routliffe                 | Quinn Gleason Whitney Kay                    | 6:4, 6:2                                     |
| 2015     | ITF 10                                       | finał odwołany przez złą pogodę              | finał odwołany przez złą pogodę              | finał odwołany przez złą pogodę              |